# Покальчук Оксана Юріївна
Покальчук Оксана Юріївна — українська юристка та правозахисниця, яка з 2017 по 2022 рік очолювала український відділ Amnesty International.  

## Освіта
2009 року отримала ступінь магістра права в Академії адвокатури України. Пізніше вона почала докторську роботу, вивчаючи право гендерної ідентичності в Київському університеті права.

## Юридичні та правозахисні ролі
2008 року Покальчук почала займатися правами представників ЛГБТ та іншими питаннями прав людини як юрист ГО «Інсайт». 2015 року була помічником адвоката в Європейському суді з прав людини.

### Amnesty International
З 2017 року Покальчук була виконавчим директором українського відділення Amnesty International. 4 серпня 2022 року, після того, як Amnesty International опублікувала звіт, де припускала використання ЗСУ цивільних територій, Покальчук на знак протесту подала у відставку. Вона заявила: «Я вважаю, що будь-яка робота на благо суспільства повинна виконуватися з урахуванням місцевого контексту та треба продумати наслідки. Наші дослідження потрібно проводити ґрунтовно і з думкою про людей, життя яких часто безпосередньо залежить від слів і дій міжнародних організацій». Разом із Покальчук звільнилася кілька її колег.
13 серпня Оксана описала причини звільнення у статті для The Washington Post. На її думку, «найбільший недолік звіту полягав у тому, що він суперечив своїй головній меті: він не захищав цивільних осіб, а ще більше ставив їх під загрозу, даючи Росії виправдання продовжувати свої атаки». Вона висловила сумніви щодо достовірності звіту з точки зору міжнародного гуманітарного права. На її думку, тодішні дослідники кризової команди Amnesty International мали «виключну підготовку та досвід у сфері прав людини, законів війни, аналізу зброї», але «часто бракувало знання місцевих мов і контексту».
Через роботу в Amnesty International її внесли в базу даних сайту Миротворець.

### Свобода слова
У 2017 році Покальчук висловила погляд Amnesty International на українські закони про декомунізацію як такі, що порушують права людини, стверджуючи, що людям слід обмежувати мову лише за пропагування насильства, а не за «використання символів, якщо використання таких символів не має на меті підбурювання до насильства чи агресія».

### Військові злочини та гендерне насильство
У 2019 році Покальчук заявляла, що російська влада не зможе перешкодити Міжнародному кримінальному суду провести попередню перевірку її можливих військових злочинів в Україні, починаючи з Революції Гідності 2013—2014 років. Вона заявила, що російські командири на найвищому військовому рівні будуть піддані судовому переслідуванню, якщо будуть знайдені докази того, що вони віддавали накази вчиняти військові злочини.
2020 року Покальчук заявила, що Amnesty International задокументувала факти гендерного та домашнього насильства у східних частинах України. За її даними, у 2017—2018 роках було задокументовано вісім випадків сексуального насильства проти цивільних дівчат і жінок з боку українських військових. Покальчук сказала, що жінки в регіоні «[не] почуваються в безпеці», і закликала до «швидких і комплексних правових реформ». Невдовзі після початку російського вторгнення в Україну у 2022 році Покальчук передбачила, що існуючий патріархат в Україні призведе до загострення сексуального та домашнього насильства щодо жінок.

### Свобода асоціацій
Покальчук розповіла про затримання Джеляла Нарімана у вересні 2021 року заступника голови Меджлісу кримськотатарського народу за сфабрикованою справою, заявивши, що обвинувачення мало перешкодити функціонуванню незалежного громадянського суспільства в Криму.